# Maylandia phaeos
Maylandia phaeos là một loài cá thuộc họ Cichlidae. Nó là loài đặc hữu của Mozambique. Môi trường sống tự nhiên của chúng là hồ nước ngọt.